# Hydrocorynidae
Die Hydrocorynidae sind eine ausschließlich im Meer lebende Familie der Hydrozoen (Hydrozoa) aus dem Stamm der Nesseltiere (Cnidaria). Es handelt sich um eine kleine Familie mit fünf Arten in zwei Gattungen.

## Merkmale
Die Hydroidpolypen bilden Kolonien mit einer chitinisierten, stolonalen Hydrorhizaplatte. Die Hydranthen sind säulenförmig, meist relativ groß mit einer verdickten mesogloealen Lamelle, die Längsrücken aufweist. Die Tentakel sind hohl und capitat, mit einem Tentakelkranz oder fünf bis sechs dicht beieinander stehenden Tentakelkränzen über das konische Hypostom. Die Gonophoren sitzen in Gruppen an der Basis des Hydranthen oder entwickeln sich aus der Hydrorhiza; es handelt sich um freie Medusen oder Eumedusoide.
Die Meduse besitzt einen ebenmäßigen, stark gewölbten Schirm mit vier randlichen Tentakeln. Diese sind unregelmäßig mit Nesselzellentuberkeln besetzt und zeigen eine leichte Verdickung am Tentakelende. Ein gastrischer Stiel kann vorhanden oder auch fehlen. Die Tentakelknospen sind mit Ocelli besetzt. Das Manubrium ist flaschenförmig oder röhrenförmig, quadratisch oder kreuzförmig. Der basale Teile des Manubriums ist kreuzförmig und kann mit Gruppen von Nesselzellen besetzt sein. Die Gonaden setzen interradial an und umfassen nahezu das gesamte Manubrium.

## Geographische Verbreitung und Vorkommen
Die bisher bekannten Arten der Hydrocorynidae stammen von den Küstenbereichen des Ost- und Westpazifiks. Die Polypen leben dort im tieferen Intertidal bis flachen Subtidal.

## Systematik
Die „World Hydrozoa Datadase“ verzeichnet derzeit nur fünf Arten, die sich auf zwei Gattungen verteilen.
- Hydrocorynidae Rees, 1957
  - Hydrocoryne Stechow, 1907
    - Hydrocoryne bodegensis Rees, Hand & Mills, 1976
    - Hydrocoryne iemanja Morandini, Stampar, Migotto & Marques, 2009
    - Hydrocoryne macrogastera Xu & Huang, 2006
    - Hydrocoryne miurensis Stechow, 1907

  - Samuraia Mangin, 1991
    - Samuraia tabularasa Mangin, 1991

### Online
- Hydrozoa Directory